# Palác Straků z Nedabylic
Palác Straků z Nedabylic nebo také U sedmi čertů či U bílého koníčka je památka nacházející se v Praze na Malé Straně. Je chráněn jako kulturní památka; adresa je Maltézské náměstí 476/14 (vstup do paláce) a Lázeňská 476/1 (vstup na nádvoří). Sídlí v něm Konzervatoř a střední škola Jana Deyla.

## Historie

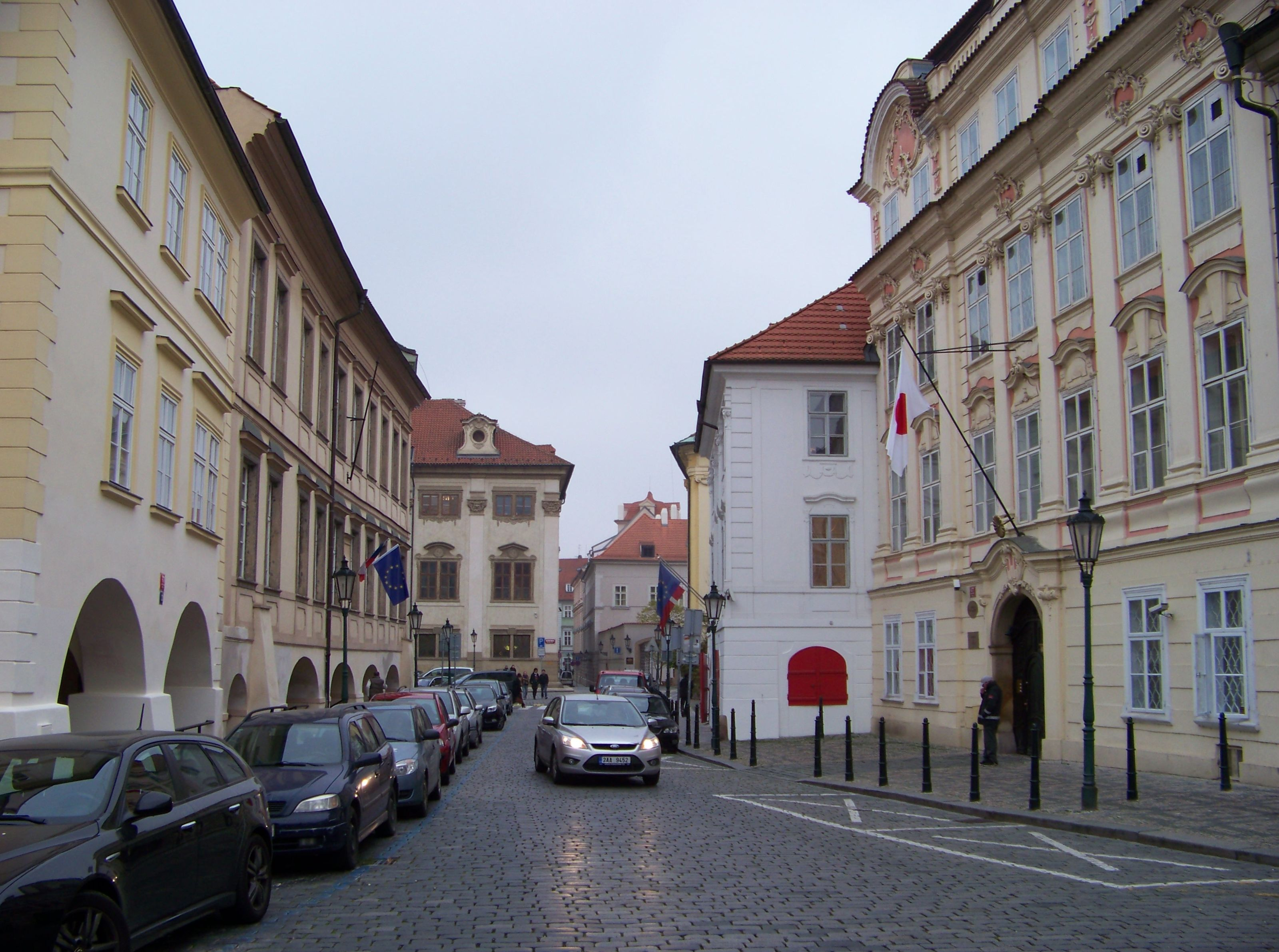
Palác Straků z Nedabylic je na fotografii vlevo, tj. budova s českou a evropskou vlajkou. Budova s japonskou vlajkou na protilehlé straně ulice je palác Turbů

Na místě dnešního paláce stál renesanční dům postavený na přelomu 16. a 17. století. Ve dvoře domu měl liteckou dílnu sochař a mystik Adrian de Vries.
Přestavbu do podoby barokního paláce realizoval po roce 1664 Ferdinand Arnošt Hýzrle z Chodů (1622–1692), snad podle projektu Jana Baptisty Matheye. Současný název je odvozen od následujícího majitele hraběte Jana Petra Straky z Nedabylic (1645–1720) a jeho potomků, kteří dům vlastnili do roku 1748.
Jedním z pozdějších majitelů byl Karel Ignác Clary-Aldringen (1729–1791), který ho odprodal Josefovi z Valdštejna (1755–1814). V roce 1818 byl dům prodán měšťanům a jako šlechtické sídlo už využíván nebyl.
Od roku 1912 zde sídlí Deylův ústav slepců a instituce na něj ve své činnosti navazující.
Historie jednoho z názvů domu U sedmi čertů souvisí s podivínskou obyvatelkou Luisou Niemetzovou (Luisa Němcová, 1822–1895), jejímž příběhem se ve své povídce Bankrot páně Křikavův volně inspiroval Ignát Herrmann.
O minulosti i současném životě v domě pojednává i román Černobílé rty Petra Maděry.

## Popis
Objekt sestává z hlavní dvoupatrové budovy obrácené do Maltézského náměstí, kde je podloubí, a dále z jednopatrového zadního křídla a přízemního pravého dvorního křídla, které ohraničují dvůr přístupný z Lázeňské ulice. V jihovýchodním nároží palácové budovy jsou pravděpodobně pozůstatky věže, tvořící kdysi součást johanitského opevnění.
Hlavní průčelí je raně barokní, druhé patro je o něco vyšší než první a kdysi sloužilo jako reprezentativní piano nobile.
V interiérech jsou cenné zejména zachované nástěnné malby Jana Rudolfa Byseho, štuková výzdoba, barokní portály dveří a dveřní křídla.